# Hermann von Oppeln-Bronikowski
Hermann von Oppeln-Bronikowski (Berlijn, 2 januari 1899 - Gaißach, 19 september 1966) was een Duits militair en ruiter. Von Oppeln-Bronikowski won tijdens de Olympische Zomerspelen 1936 de gouden medaille in de landenwedstrijd dressuur. Tijdens het laatste jaar van de Tweede Wereldoorlog was von Oppeln-Bronikowski commandant van de 20e Pantserdivisie.

## Resultaten
- Olympische Zomerspelen 1936 in Berlijn 10e individueel dressuur met Gimpel
- Olympische Zomerspelen 1936 in Berlijn  landenwedstrijd dressuur met Gimpel

## Militaire carrière
- Generalmajor: 30 januari 1945[1]
- Oberst: 1 februari 1942[1]
- Oberstleutnant: 1 augustus 1940[1]
- Major: 1 maart 1937[1]
- Rittmeister: 1 juni 1933[1]
- Oberleutnant: 1925[1]
- Leutnant: 19 december 1917 (RDA vanaf 1 april 1918)[1]
- Fähnrich: 23 maart 1917[1]

## Onderscheidingen
Selectie:
- Ridderkruis van het IJzeren Kruis met Eikenloof, Zwaarden op 17 april 1945 als Generalmajor en Commandant van de 20e Pantserdivisie[1]
- Ridderkruis van het IJzeren Kruis met Eikenloof op 28 juli 1944 als Oberst en Commandant van het Panzer-Regiment 22[1]
- Ridderkruis van het IJzeren Kruis op 1 januari 1943 als Oberst en Commandant van het Panzer-Regiment 204[1]
- Duitse Kruis in goud op 7 augustus 1943 als Oberst in het Panzer-Regiment 11
- Herhalingsgesp bij IJzeren Kruis 1939, 1e Klasse[1] (10 november 1939) en 2e Klasse[1] (25 september 1939)
- IJzeren Kruis 1914, 1e Klasse[1] (14 oktober 1918) en 2e Klasse[1] (28 mei 1918)

1928: von Langen, Linkenbach, Lotzbeck ·
1932: Lesage, Marion, Jousseaume ·
1936: Pollay, Gerhard, Oppeln-Bronikowski ·
1948: Jousseaume, Saint-Fort Paillard, Buret ·
1952: Saint Cyr, Boltenstern, Persson ·
1956: Saint Cyr, Boltenstern, Persson ·
1964: Boldt, Klimke, Neckermann ·
1968: Neckermann, Klimke, Linsenhoff ·
1972: Petoesjkova, Kizimov, Kalita ·
1976: Boldt, Klimke, Grillo ·
1980: Kovsjov, Oegrjoemov, Misevitsj ·
1984: Klimke, Sauer, Krug ·
1988: Klimke, Linsenhoff, Theodorescu, Uphoff ·
1992: Balkenhol, Uphoff, Theodorescu, Werth ·
1996: Balkenhol, Schaudt, Theodorescu, Werth ·
2000: Werth, Capellmann, Salzgeber, Simons-de Ridder ·
2004: Kemmer, Schmidt, Schaudt, Salzgeber ·
2008: Kemmer, Capellmann, Werth ·
2012: Hester, Bechtolsheimer, Dujardin ·
2016: Rothenberger, Schneider, Bröring-Sprehe, Werth ·
2020: von Bredow-Werndl, Schneider, Werth ·
2024: Wandres, von Bredow-Werndl, Werth
- Gemeinsame Normdatei: 1155848152
- Virtual International Authority File: 2676152381764201950004
- WorldCat: E39PBJqVWYXwbhKDxgBvm3j3cP